# Danja
Floyd Nathaniel Hills (Virginia Beach, Virginia, 22. veljače 1982.) poznatiji kao Danja (izgovor /ˈdɑːndʒə/), američki je producent, skladatelj i tekstopisac nagrađivan Grammyjem.

## Životopis
Danja, podrijetlom iz Virginia Beach, Virginia, kao tinejdžer svirao je bubnjeve i glasovir. Svoj početak dobio je sviranjem u svojoj crkvi dok je odrastao.
2003. godine Timbaland ga je doveo u svoj studio u Miamiju gdje je počeo s radom.

## Karijera
Tijekom 2006. godine s Timbalandom je producirao mnoge veoma uspješne hitove poznatih izvođača, uključujući "Put You On The Game" repera The Gamea, "Promiscuous" i "Say It Right" od Nelly Furtado, "SexyBack", "What Goes Around.../...Comes Around" i "My Love" od Justina Timberlakea, te "Give It to Me" i "The Way I Are" s Timbalandovog drugog albuma Timbaland Presents Shock Value.
U 2007. godini Danja je za Britney Spears producirao pjesme "Gimme More", "Break the Ice" i još pet pjesama za njezin album Blackout. Sljedeće godine producirao je "Kill The Lights", "Blur" i  "Rock Boy" za njezin šesti album Circus. Iste godine (2008.) Danja je surađivao s grupom tekstopisaca i producenata The Clutch kako bi producirao singl "Official Girl" američke pjevačice Cassie. Također je preducirao pjesme "Work", "Echo" i "Turntables" za Ciarin treći album Fantasy Ride koji je objavljen u ožujku 2009. godine.
Danja trenutno radi na nadolazećem albumu Jennifer Lopez, Love?, koji će biti objavljen 2010. godine. Također radi s Kelly Rowland, Kelly Clarkson, Usherom, Britney Spears, i Travisom Garlandom na njihovim nadolazećim albumima.

## Vanjske poveznice
- Danja na MySpace-u